# Véronique Lefay
Véronique Lefay, nascuda Véronique Delfosse (Constantina, 1 de juny de 1964 - Sedan (Ardenes), 12 de desembre de 2021) és una actriu, productora i directora francesa de pel·lícules pornogràfiques.

## Biografia
Véronique Lefay va començar la seva carrera porno l'any 1993, a l'edat de vint-i-nou anys. Va començar a la pornografia amateur, actuant especialment en les pel·lícules de Lætitia Intimité violée par une femme n° 20 o Belles à jouir (1994), editades per Nanou Vidéo. En les seves primeres pel·lícules, va tenir com a parella el seu company Max Noizet. Ràpidament, va passar a la professió i va ser cridada per productores més grans, franceses però també estrangeres: en pel·lícules alemanyes, produïdes per la companyia Magma, o sueques, produïdes per Private.
La parella Lefay-Noizet va crear llavors una productora, V. Communications (també coneguda com V.com, Vcom, Véronique Lefay productions o V.L.P.): Véronique Lefay continua apareixent davant de la càmera, mentre que Max Noizet abandona la seva activitat com a estrella porno per ocupar-se exclusivament de la direcció i la producció. La primera pel·lícula de V. Communications és Le Cul de la députée, un porno en forma de sàtira política. La companyia estrena moltes altres pel·lícules de baix pressupost, sovint basades en escenaris humorístics o satírics (Nom de code: Chiennes en chaleur es burla dels excessos del feminisme), en què Véronique Lefay participa com a actriu. A Avale tout, putain de salope ! on té com a socis un grup de joves "rapers furiosos", que també componen la banda sonora de la pel·lícula. També va provar la direcció el 1998, amb Ensorceleuses: Le projet Blair Bitch i va aparèixer en pel·lícules rodades per a altres estudis, per directors com Fred Coppula o Ovidie.
Des de finals dels anys noranta, Véronique Lefay va ser una de les primeres de la indústria del porno francesa a apostar per Internet, que aleshores no estava molt consolidada a França: la seva productora oferia així videoconferències amb actrius porno. Sorpresa pel seu treball a la producció i a la xarxa, va espaiar les seves aparicions a la pantalla abans de deixar completament les seves activitats d'actuació arran de problemes de salut.
V. Communications també empra altres antigues actrius, com Estelle Desanges (directora de producció i principal representant mediàtica) i Tiffany Hopkins (cap de premsa). L'empresa va entrar en liquidació l'any 2009.
La mort de Véronique Lefay (datant del 11/12/2021) fou anunciada a mitjans de febrer de 2022 a les xarxes socials per un dels els seus familiars, que no donen cap detall sobre les circumstàncies de la seva mort.

## Premis[calcitació]
- Festival Internacional de l'Erotisme de Brussel·les 1998 : European X Award a la millor actriu
- Hot d'Or al millor remake per le Projet Blair Bitch (Véronique Lefay i Tom Richardson)